# Шишкин, Олег Петрович
Олег Петрович Шишкин (1 декабря 1916, Одесса — 23 сентября 1983, Москва) — советский учёный в области автоматизации нефтяной промышленности, организовал и развил подготовку кадров по автоматизированным системам управления (АСУ) нефтяной и газовой промышленности в РГУ нефти и газа им. И. М. Губкина.

## Даты жизни и трудовой деятельности
- Родился в г. Одессе 1 декабря 1916
- 1931 — окончил школу-семилетку в г. Верхний, Донбасс
- 1931—1934 — Работал электромонтером на строительстве электростанции «Севдонгрэс». Одновременно учился заочно в вечернем рабочем университете
- 1934—1935 — Обучение на рабфаке (г. Верхний)
- 1935—1940 — Обучение в Новочеркасском индустриальном институте (факультет «Электростанции, сети и системы электроснабжения»). Диплом с отличием
- 1941 — Инженер по эксплуатации и начальник электроцеха треста «Старогрознефть».
- 1942 — Главный энергетик «Грознефтекомбината».
- 1945 — Главный энергетик объединения «Грознефть».
- 1955 — Защита диссертации на соискание ученой степени кандидата технических наук.
- 1957 — Начальник отдела энергетики Управления нефтедобывающей и газовой промышленности (г. Грозный)
- 1959 — Начальник Грозненского филиала Конструкторского бюро средств автоматики и телемеханики нефтяной и газовой промышленности.
- 1960 — Начальник Грозненского филиала ВНИИКАнефтегаз.
- 1966 — Защита диссертации на соискание ученой степени доктора технических наук
- 1965—1973 — Заместитель директора по научной работе ВНИИКанефтегаз, Москва.
- 1972 — Профессор кафедры автоматизации производственных процессов Московского института нефтехимической и газовой промышленности им. И. М. Губкина.
- 1975 — Заведующий кафедрой автоматизированных систем управления МИНХиГП им. И. М. Губкина
- Скончался 23 сентября 1983.

Похоронен в Москве на Хованском кладбище

## Ученые степени и звания
- профессор (1972).
- доктор технических наук (1966).